# Prunus mochizukiana
Prunus mochizukiana är en rosväxtart som beskrevs av Takenoshin Nakai. Prunus mochizukiana ingår i släktet prunusar, och familjen rosväxter. Inga underarter finns listade i Catalogue of Life.